# حينما هز أطلس كتفيه
حينما هز أطلس كتفيه هي رواية من تأليف آين راند صدرت عام 1957. وهي رابع وآخر روايات راند، وأطولهن كذلك، وتعتبرها راند تحفة فنية في عالم الخيال الأدبي. وتتضمن الرواية عدة عناصر من الخيال العلمي والغموض والرومانسية، وهي تحتوي على أشمل تعبير عن الفلسفة الموضوعية من بين جميع أعمالها الخيالية.
وتصور لنا الرواية مجتمعًا أمريكيًا يتفشى فيه الفساد حيث يعاني أصحاب الأعمال الخاصة من تعسف القوانين والتنظيمات الخانقة. ومن بين أولئك داجني تاجارت، وهي مديرة تنفيذية في أحد شركات السكة الحديد، وعشيقها هانك ريردن، وهو رجل أعمال في مجال صناعة الصلب، وكلاهما يتكبد عناء الدفاع عن رأس ماله ضد «اللصوص» الذين لا ينفكون في سعيهم إلى نهب ثمار أعمالهم. ولاحقًا يدركون أن هنالك شخصية غامضة تُدعى جون غالت تحرض أصحاب رأس المال على التخلي عن شركاتهم واستثماراتهم والابتعاد عن أنظار العامة في محاولة لاضراب الأفراد المنتجين عن العمل ومناهضة هؤلاء اللصوص. وتنتهي الرواية عندما يبدأ هؤلاء المضربون في التخطيط لبناء مجتمع رأسمالي متبعين بذلك فلسفة غالت التي تدعو إلى إعمال العقل والحفاظ على الفردية. وأطلس هو واحد من فصيلة التيتان في الميثولوجيا الإغريقية، والذي حُكم عليه بحمل القبة السماوية إلى الأبد. ومن هنا تتسائل الرواية، ما الذي سوف يحدث إذا قرر أطلس أن يهز كتفيه ويدع السماء تسقط؟ فما الذي سوف يحدث إذن عندما ييئس الأفراد المنتجين من المجتمع ويتنحوا عن دورهم؟
والسمة الرئيسية في تلك الرواية، على حسب كلام راند، هي «دور عقل الإنسان في الوجود». فهذا الكتاب يستقصي عددًا من السمات الفلسفية التي تستعين راند بها لاحقًا في تطوير المذهب الموضوعي. وهي بذلك تعبر عن تأييدها للعقلانية والفردية والرأسمالية، وتبين من منظورها مظاهر فشل الإكراه الحكومي.
وتلقت رواية «حينما هز أطلس كتفيه» حينها نقدًا سلبيًا منذ صدروها عام 1957، لكنها حققت شهرة مستمرة لمدى طويل، وكذلك استمرت مبيعاتها في تحقيق نجاحات ساحقة لعدة عقود تالية. وبعد عدة محاولات فاشلة لإنتاج نسخة تلفزيونية، صدرت ثلاثية أفلام عن تلك الرواية، لكنها تعرضت إلى الكثير من النقد وفشلت فشلًا ذريعًا في تحقيق أي أرباح.

## ملخص الأحداث

### بيئة الحكاية
تقع أحداث «حينما هز أطلس كتفيه» في مجتمع أمريكي فاسد بدون تحديد زمن تاريخي معين، وفي تلك النسخة الخيالية من الولايات المتحدة تم استبدال الكونجرس بـ«الهيئة القومية التشريعية»، وبدلًا من الرئيس يوجد «زعيم الدولة». وذلك حيث تتوسع الحكومة في سيطرتها على الأعمال الخاصة، وتضيق عليها الخناق بتنظيمات ولوائح جديدة تزداد في صرامتها وتعسفها يومًا بعد يوم. وعلى ما يبدو أيضًا أن الولايات المتحدة على مشارف الدخول في حالة انهيار اقتصادي، مع وجود عجز في الخدمات والسلع على نطاق واسع، وحالات إفلاس مستمرة، وإنتاجية منخفصة للغاية. وعن ذلك علّق الكاتب إدوارد يونكينس: «يمكن وصف تلك الرواية بأنها غير مناسبة لزمانها وخالدة في نفس الوقت. فعلى ما يبدو أن طريقة تنظيم الصناعات تنتمي إلى أواخر القرن التاسع عشر، أما المزاج العام فهو يبدو أقرب إلى فترة الكساد في الثلاثينيات. أما التقاليد الاجتماعية وتطور التكنولوجيا فهو أقرب إلى الخمسينيات». فمعظم مظاهر التكنولوجيا من بوادر القرن العشرين لا تزال موجودة، ولا تزال مجالات صناعة الصلب والسكة الحديد تحتفظ ببأسها؛ إلا أن التكنولوجيا المتطورة مثل الطائرات النفاثة والحاسوب لا تزال غائبة. ولمامًا ما تذكر الرواية شيئًا عن أي أحداث أو رموز تاريخية على أرض الواقع، بل لم تذكر حتى أي شئ عن الأحداث التاريخية العظمى مثل الحرب العالمية الثانية. وباستثناء الولايات المتحدة، فجميع الدول الأخرى تحمل لقب «جمهورية شعبية» مما يعني ضمنيًا أنها دول اشتراكية أو شيوعية.

### تتابع الأحداث
تحاول داني تاجارت، نائبة رئيس شركة تاجارت للسكة الحديد العابرة للقارات، أن تحافظ على استمرار سير العمل في شركتها بشتى الطرق تحت ظروف الكساد الاقتصادي المستديمة. وبينما تسوء الأوضاع الاقتصادية يومًا بعد يوم، وتزداد سيطرة الدولة على رؤوس الأموال الناجحة، تتكرر تلك العبارة الغامضة على ألسنة الناس: «من عساه أن يكون جون غالت؟»، وهي عبارة ساخرة تعني: «دعك من الأسئلة الجادة، فليس لدينا أي إجابة.» أو بمعني أشمل: «من عساه أن يكترث؟». أما أخوها جيمس، رئيس الشركة، فمن الواضح أنه يتخذ قرارات طائشة لا تصب في مصلحة الشركة، مثل التعاقد مع شركة أورين بويل التي تنتج صلبًا لا يُمكن الاعتماد عليه. كما أن داجني تشعر بالإحباط من رجل الأعمال الأرجنتيني فرانسيسكو دانكونيا، وهو صديقها في فترة الطفولة وعشيقها الأول، لأنه يخاطر بشركة النحاس المملوكة لعائلته بإنشاءه مناجم سان سيباشان للنحاس، رغم أنه من المتوقع أن تفرض الحكومة المكسيكية سيطرتها عليها. ورخم تلك الأخطار، يقرر كلًا من جيم وبويل على أي حال أن يستثمروا في هذا المشروع عن طريق إنشاء خط سكة حديدي إلى تلك المنطقة، متجاهلين بذلك فرصة أخرى وهي إنشاء خط إلى منطقة ريو نورت في كولورادو، والتي عثر فيها رجل الأعمال إليس وايت على خزانات نفط كبيرة. ومن ثم تُأمم الحكومة المكسيكية خط السكة الحديد ومناجم سان سيباشان كذلك، ولكن يُكتشف لاحقًا أن تلك المناجم عديمة الفائدة. وحتى يعوض جيم تلك الخسارة، فقد تمكن من إقناع التحالف الوطني للسكة الحديد من تصفية جميع المنافسات في المناطق المزدهرة مثل كولورادو. ومن ثم يطلب وايت من داجني أن تمده بكمية كافية من السكك الحديدية قبل تنفيذ القرار.
أما في فيلاديلفيا، استطاع رجل الأعمال هانك ريردن أن يطور سبيكة جديدة من الصلب وأطلق عليها اسمه، وهي أخف وزنًا وأصلب من الصلب العادي. ثم ترتأي داجني أن تستخدم هذا المنتج الجديد في إنشاء خط ريو نورت، وبذلك تكون أول زبونة تستخدم هذا المنتج. وبعد أن رفض هانك أن يبيع سبائكه لمعهد الدولة للعلوم، وهي مؤسسة حكومية بقيادة دكتور روبيرت ستادلر، قرر المعهد أن ينشر تقريرًا يذم فيه هذا المعدن الجديد دون تحديد عيوبه على وجه الدقة. وكنتيجة لذلك قررت المنظمات الكبرى أن تقاطع جميع التعاملات مع خط ريو نورت الجديد. ورغم أن ستالدر يتفق مع داجني على خطأ هذا التقرير من ناحية علمية، إلا أنه يرفض إلغاء نشره. وحتى تحافظ داجني على سمعة شركة تاجارت من حملة المقاطعة، قررت إنشاء خط ريو نورت باسم شركة جديدة مستقلة، وأطلقت عليه خط جون غالت.
وانجذب هانك إلى داجني، حيث كان يشعر بالتعاسة مع زوجته المخادعة ليليان، لكن شعوره بالواجب اضطره إلى البقاء معها. وعندما قابل داجني في حفل افتتاح خط جون غالت، وقع الاثنان في حب بعضهما. وفي أثناء عطلتهما، عثر الاثنان على مصنع مهجور يحتوي بداخله محركًا ثوريًا يعمل بواسطة الكهرباء الساكنة في الهواء الجوي. ومن هنا تبدأ رحلة البحث عن مخترع المحرك، وفي ذات الوقت استأجرت داجني العالم كوينتن دانيالز لإعادة تصنيع المحرك. ولكن تأخذ الأمور منحى آخر حينما يصدر ويسلي موش سلسلة من القرارات التنفيذية الضارة، ورغم أن موش كان يعمل محاميًا لصالح شركة ريردن، إلا أنه تخلى عن هانك في سبيل الحصول على وظيفة إدارية مرموقة في أحد الهيئات الحكومية. ورد وايت على هذه القرارات بإضرام النيران في الأبار النفطية التي عثر عليها ومن ثم اختفى عن الأنظار. وتبعه عدد من رجال الأعمال الكبار الذين تخلوا عن شركاتهم حتى تدهور حالها بدونهم.
وفي طريقها إلى دانيالز، تصادفت داجني بعامل مشرّد على علم بحكاية المحرك المجهول، فقد أخبرها أن جون غالت هو مخترع المحرك، وهو من تخلى عنه. وبينما كانت داجني تلاحق دانيالز على متن طائرتها الخاصة، تعطلت الطائرة وسقطت. وفي تلك اللحظة تدرك داجني سبب اختفاء رجال الأعمل، فقد كان غالت يقود حملة منظمة لاضراب «رجال العقل» ضد المجتمع الذي يطالب بالتضحية بهم. فقد سقطت طائرتها في مخبئهم، وهو عبارة عن وادٍ معزول يعرف باسم «إفجيج غالت». وبينما كانت داجني تستشفي من إصاباتها، أخبرها المضربون عن أسباب اضرابهم، وكان من بينهم فرانسيسكو وعدة رموز آخرين، مثل ملحنها المفضل ريتشارد هالي، وراجنار دانشلود القرصان ذو السمعة السيئة. ومن ثم تقع داجني في حب غالت، والذي شجعها على الانضمام معهم إلى الاضراب.
لكن داجني كانت قلقة بشأن التخلي عن شركتها، فقررت أن تترك هذا الوادي، لكنها تدرك لاحقًا أن الحكومة قد تحولت إلى ولاية دكتاتورية. وفي ذلك الحين قد انتهى فرانسيسكو من تخريب المناجم الخاصة به ثم تركها. وبعدما نجح فرانسيسكو من إحباط محاولة الحكومة للاستيلاء على مصنع هانك للصلب بقوة السلاح، استطاع أن يقنع هانك بالانضمام إلى الحركة. ثم تتبع غالت أثر داجني حتى وصلت إلى نيويورك، حيث ينجح في اختراق مبنى الإذاعة القومية حتى يبث خطابًا استمر لمدة ثلاث ساعات يشرح فيه العبرة الرئيسية من الرواية، ومذهب الفلسفة الموضوعية الخاص بآين راند.v ثم تتمكن السلطات من القبض عليه، لكن مناصريه ينجحون في تحريره. ومن ثم تنهار الحكومة وتنقطع الكهرباء عن مدينة نيويورك. ومن ثم تختتم الرواية حينما يعلن غالت أن الطريق صار ممهدًا أمامهم حتى ينخرطوا في المجتمع من جديد.